# Bumthang
Bumthang és el nom d'un regne que va existir des dels inicis de l'edat mitjana fins al segle xvii a Buthan. La seva creació és incerta però ja existia com a entitat política cap al segle vii, quan l'arribada del budisme va ajudar a consolidar la identitat col·lectiva. El líder tibetà Songtsen Gampo va ordenar construir temples a la regió i els vilatans que s'hi reunien van ser l'arrel del regne de Bumthang. Aquests van abandonar de manera progressiva les creences bon anteriors. El líder tribal es va proclamar rei d'ascendència divina i va ajudar a reunificar els pobles escampats per les valls però el seu poder mai no va ser prou fort com per expandir-se més enllà de les fronteres anteriors. Els successius monarques van continuar la tradició i estan a les arrels de la noblesa de Buthan contemporània. En l'actualitat la zona d'influència de l'antic regne es correspon de manera aproximada amb el districte de Bhumtang.